# 细叶台湾榕
细叶台湾榕（学名：Ficus formosana f. shimadai）为桑科榕属台湾榕下的一个变型。

## 扩展阅读
- 維基物種上的相關：细叶台湾榕